# Grand Champions Cup femminile 2001
La Grand Champions Cup femminile 2001 si è svolta dal 13 al 18 novembre 2001 a Fukuoka e Saitama, in Giappone: al torneo hanno partecipato sei squadre nazionali e la vittoria finale è andata per la prima volta alla Cina.

## Impianti
|                                                                            |                                                                           |  |
|                                                                            |                                                                           |  |
| Marine Messe Fukuoka Città: Fukuoka Capienza: 15 000 Anno d'apertura: 1995 | Saitama Super Arena Città: Saitama Capienza: 37 000 Anno d'apertura: 2000 |  |

## Regolamento

### Formula
Le squadre hanno disputato un'unica fase con formula del girone all'italiana.

### Criteri di classifica
Sono stati assegnati 2 punti alla squadra vincente e 1 a quella sconfitta.
L'ordine del posizionamento in classifica è stato definito in base a:
- Punti;
- Ratio dei set vinti/persi;
- Ratio dei punti realizzati/subiti;
- Risultati degli scontri diretti.

## Squadre partecipanti
| Squadra       | Qualificazione                             | Ultima partecipazione |
| ------------- | ------------------------------------------ | --------------------- |
| Brasile       | 1ª al campionato sudamericano 2001         | Giappone 1997         |
| Cina          | 1ª al campionato asiatico e oceaniano 2001 | Giappone 1997         |
| Corea del Sud | Wild card                                  | Giappone 1997         |
| Giappone      | Paese organizzatore                        | Giappone 1997         |
| Russia        | 1ª al campionato europeo 2001              | Giappone 1997         |
| Stati Uniti   | 1ª al campionato nordamericano 2001        | Giappone 1993         |

## Torneo

### Risultati
| 13 novembre 2001 Saitama Super Arena, Saitama Durata: 1h:47 - Spettatori: 3 500  | Corea del Sud | 3 - 1 | Stati Uniti   | 25-18, 25-21, 19-25, 25-23        |
| 13 novembre 2001 Saitama Super Arena, Saitama Durata: 1h:46 - Spettatori: 5 400  | Cina          | 3 - 1 | Russia        | 33-35, 25-21, 25-19, 27-25        |
| 13 novembre 2001 Saitama Super Arena, Saitama Durata: 1h:22 - Spettatori: 7 900  | Giappone      | 3 - 0 | Brasile       | 26-24, 25-20, 25-22               |
| 14 novembre 2001 Saitama Super Arena, Saitama Durata: 1h:46 - Spettatori: 6 300  | Stati Uniti   | 1 - 3 | Cina          | 20-25, 25-22, 22-25, 22-25        |
| 14 novembre 2001 Saitama Super Arena, Saitama Durata: 1h:58 - Spettatori: 9 300  | Brasile       | 2 - 3 | Russia        | 25-21, 20-25, 30-28, 16-25, 10-15 |
| 14 novembre 2001 Saitama Super Arena, Saitama Durata: 1h48 - Spettatori: 13 100  | Giappone      | 3 - 1 | Corea del Sud | 22-25, 25-18, 25-23, 25-19        |
| 16 novembre 2001 Marine Messe Fukuoka, Fukuoka Durata: 1h:41 - Spettatori: 3 000 | Russia        | 1 - 3 | Stati Uniti   | 25-18, 22-25, 20-25, 27-29        |
| 16 novembre 2001 Marine Messe Fukuoka, Fukuoka Durata: 1h:13 - Spettatori: 4 000 | Corea del Sud | 0 - 3 | Brasile       | 21-25, 14-25, 15-25               |
| 16 novembre 2001 Marine Messe Fukuoka, Fukuoka Durata: 1h:18 - Spettatori: 5 500 | Cina          | 3 - 0 | Giappone      | 25-21, 25-21, 25-21               |
| 17 novembre 2001 Marine Messe Fukuoka, Fukuoka Durata: 1h:16 - Spettatori: 6 500 | Giappone      | 0 - 3 | Russia        | 17-25, 23-25, 13-25               |
| 17 novembre 2001 Marine Messe Fukuoka, Fukuoka Durata: 2h:05 - Spettatori: 5 500 | Brasile       | 3 - 2 | Stati Uniti   | 25-17, 21-25, 20-25, 25-22, 20-18 |
| 17 novembre 2001 Marine Messe Fukuoka, Fukuoka Durata: 1h:02 - Spettatori: 4 500 | Corea del Sud | 0 - 3 | Cina          | 13-25, 15-25, 12-25               |
| 18 novembre 2001 Marine Messe Fukuoka, Fukuoka Durata: 1h:04 - Spettatori: 5 200 | Russia        | 3 - 0 | Corea del Sud | 25-14, 25-18, 25-14               |
| 18 novembre 2001 Marine Messe Fukuoka, Fukuoka Durata: 1h:36 - Spettatori: 7 250 | Cina          | 3 - 1 | Brasile       | 25-21, 25-17, 21-25, 25-23        |
| 18 novembre 2001 Marine Messe Fukuoka, Fukuoka Durata: 1h:39 - Spettatori: 8 600 | Stati Uniti   | 1 - 3 | Giappone      | 20-25, 26-24, 23-25, 18-25        |

### Classifica
| Pos | Squadra       | Pt | G | V | P | SV | SP | Ratio | PF  | PS  | Ratio |
| --- | ------------- | -- | - | - | - | -- | -- | ----- | --- | --- | ----- |
| 1   | Cina          | 10 | 5 | 5 | 0 | 15 | 3  | 5.000 | 453 | 378 | 1.198 |
| 2   | Russia        | 8  | 5 | 3 | 2 | 11 | 8  | 1.375 | 458 | 407 | 1.125 |
| 3   | Giappone      | 8  | 5 | 3 | 2 | 9  | 8  | 1.125 | 388 | 388 | 1.000 |
| 4   | Brasile       | 7  | 5 | 2 | 3 | 9  | 11 | 0.818 | 439 | 443 | 0.991 |
| 5   | Stati Uniti   | 6  | 5 | 1 | 4 | 8  | 13 | 0.615 | 467 | 495 | 0.943 |
| 6   | Corea del Sud | 6  | 5 | 1 | 4 | 4  | 13 | 0.308 | 315 | 409 | 0.770 |

## Podio

### Campione
Formazione: 1 Jing Zhang, 2 Feng Kun, 3 Yang Hao, 4 Liu Yanan, 6 Li Shan, 7 Zhou Suhong, 8 Zhao Ruirui, 9 Zhang Yuehong, 10 Chen Jing, 12 Song Nina, 13 Xiong Zi, 18 Lin Hanying, CT: Chen Zhonghe

### Secondo posto
Formazione: 2 Natalija Morozova, 3 Anastasija Belikova, 4 Elena Batuchtina, 6 Elena Godina, 7 Natal'ja Safronova, 8 Evgenija Artamonova, 9 Elizaveta Tiščenko, 11 Ekaterina Gamova, 12 Tat'jana Gračëva, 14 Elena Plotnikova, 15 Anžela Gur'eva, 17 Ol'ga Čukanova, CT: Nikolaj Karpol'

### Terzo posto
Formazione: 1 Minako Onuki, 2 Chikako Kumamae, 3 Yuka Sakurai, 6 Shinako Tanaka, 10 Megumi Kawamura, 11 Yoshie Takeshita, 12 Kanako Naito, 14 Miyuki Takahashi, 15 Makiko Horai, 16 Sachiko Sugiyama, 17 Ikumi Nishibori, 18 Ai Ōtomo, CT: Masahiro Yoshikawa

## Classifica finale
| Pos | Squadra       |
| --- | ------------- |
|     | Cina          |
|     | Russia        |
|     | Giappone      |
| 4   | Brasile       |
| 5   | Stati Uniti   |
| 6   | Corea del Sud |

## Premi individuali
| Premio                 | Nome               | Squadra     |
| ---------------------- | ------------------ | ----------- |
| MVP                    | Yang Hao           | Cina        |
| Miglior realizzatrice  | Ekaterina Gamova   | Russia      |
| Miglior attaccante     | Elizaveta Tiščenko | Russia      |
| Miglior muro           | Ekaterina Gamova   | Russia      |
| Miglior servizio       | Miyuki Takahashi   | Giappone    |
| Miglior palleggiatrice | Tat'jana Gračëva   | Russia      |
| Miglior ricevitrice    | Virna Dias         | Brasile     |
| Miglior difesa         | Stacy Sykora       | Stati Uniti |